# 奥特贡采采格·嘎勒巴德拉赫
奥特贡采采格·嘎勒巴德拉赫（1992年1月25日—），蒙古、哈萨克斯坦女子柔道运动员，2016年夏季奥运会女子48公斤级铜牌得主、2017年世界柔道锦标赛女子48公斤级铜牌得主、2018年世界柔道锦标赛女子48公斤级铜牌得主。